# 阿托斯-阿斯皮斯
阿托斯-阿斯皮斯（法語：Athos-Aspis，法語發音：[atɔs aspis]）是法国大西洋比利牛斯省的一个市镇，属于奥洛龙-圣玛丽区。该市镇于1842年由原市镇阿托斯（Athos）和阿斯皮斯（Aspis）合并而成。

## 地理
阿托斯-阿斯皮斯（43°24'51"N, 0°58'24"W）面积5.9 平方千米，位于法国新阿基坦大区大西洋比利牛斯省，该省份为法国东南部省份，涵盖了贝阿恩与北巴斯克，西临大西洋比斯開灣，北至朗德省，东北接热尔省，东临上比利牛斯省，南与西班牙接壤。
与阿托斯-阿斯皮斯接壤的市镇（或旧市镇、城区）包括：阿比坦、欧特维耶勒-圣马丹-比德朗、奥拉斯、索沃泰尔德贝阿恩。
阿托斯-阿斯皮斯的时区为UTC+01:00、UTC+02:00（夏令时）。

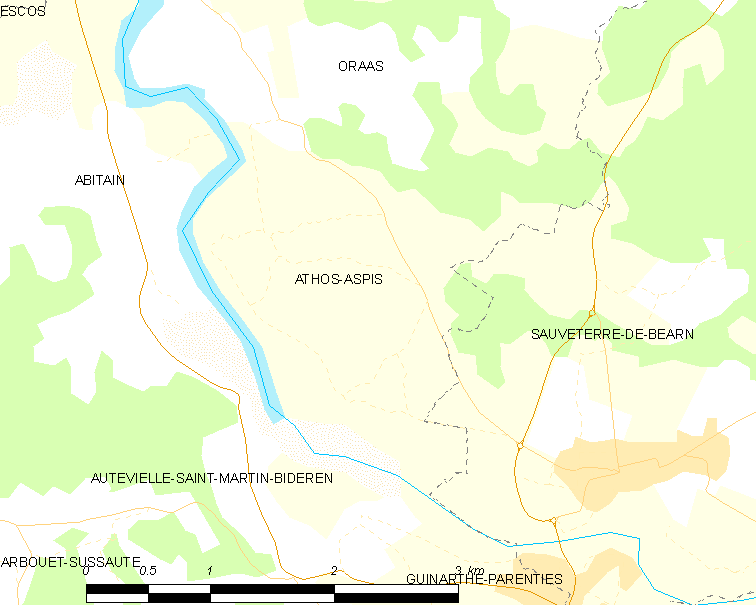
阿托斯-阿斯皮斯的OSM定位图

## 行政
阿托斯-阿斯皮斯的邮政编码为64390，INSEE市镇编码为64071。

## 政治
阿托斯-阿斯皮斯所属的省级选区为奥尔泰兹-激流与盐之地县。

## 人口

1962-2008年间阿托斯-阿斯皮斯人口变化图示

阿托斯-阿斯皮斯于2022年1月1日时的人口数量为211人。